# Рашид (имя)
Раши́д (араб. رشيد‎) — мужское имя арабского происхождения, имеющее женский аналог Рашида.
Существует два значения имени, в зависимости от написания: 1) Rašīd «предводитель, ведущий»; 2) Rāšid «идущий по правильному пути». В последнем случае под правильным путём понимается «путь Аллаха».
Вариантами имени также являются Рашит и Рашидхан. От имени образованы фамилии Рашидов, Рашитов.
Имя Рашид с вариантом Рашит распространено среди удмуртов, башкир, народов Северного Кавказа (абхазо-адыгские, даргинский, лакский, лезгинский, ногайский языки) и других. С вариантом Абдурашид встречается среди узбекских имен, и Абдирашит, Абдурашит среди кыргызский имён.
Имя популярно благодаря багдадскому халифу Харуну ар-Рашиду. Имя ар-Рашид является одним из имён Аллаха. От этого имени происходит имя Абдурашид (араб. عبد الرشيد‎ ['Абдуррашид] — «раб направляющего на правильный путь»).